# Jay McCarthy
Jay McCarthy (n. 8 de setembro de 1992, Maryborough, ) é um ciclista profissional australiano que actualmente corre para a equipa de categoria UCI Pro Team a Bora-Hansgrohe.
Estreia como profissional em 2011 com a equipa australiana do Team Jayco-AIS. Nesse mesmo ano destacou na carreira profissional limitada a corredores sub-23 do Tour de Thüringe onde ganhou uma etapa e foi quarto na geral com apenas 19 anos. Em seu segundo ano como profissional confirmou-se internacionalmente ao obter seis vitórias, uma delas inclusive numa carreira sem limitação de idade como o Tour de Bretanha. Devido a isso foi incluido pela equipa Tinkoff face à temporada de 2013. Devido ao desaparecimento da equipa Tinkoff passo a correr desde 2017 na equipa Bora-Hansgrohe.

## Palmarés
2011
- 1 etapa do Tour de Thüringe

2012
- New Zealand Cycle Classic, mais 1 etapa
- Troféu Banca Popular de Vicenza
- 1 etapa do Toscana-Terra di ciclismo-Coppa delle Nazioni
- 1 etapa do Tour de Bretanha
- 1 etapa do Tour do Porvenir
- 3º no UCI Oceania Tour

2016
- 1 etapa do Tour Down Under

2018
- 2º no Campeonato da Austrália em Estrada
- Cadel Evans Great Ocean Road Race
- 1 etapa da Volta ao País Basco

## Resultados nas Grandes Voltas e Campeonatos do Mundo
Durante a sua carreira desportiva tem conseguido os seguintes postos nas Grandes Voltas e nos Campeonatos do Mundo:
| Carreira           | 2011 | 2012 | 2013 | 2014 | 2015 | 2016 | 2017 | 2018 |
| ------------------ | ---- | ---- | ---- | ---- | ---- | ---- | ---- | ---- |
| Giro d'Italia      | -    | -    | -    | 91º  | -    | 88º  | -    | -    |
| Tour de France     | -    | -    | -    | -    | -    | -    | 94º  | -    |
| Volta a Espanha    | -    | -    | -    | -    | 66º  | -    | -    | 91º  |
| Mundial em Estrada | -    | -    | -    | -    | Ab.  | -    | Ab.  | -    |

-: não participa

Ab.: abandono

## Equipas
- Team Jayco-AIS (2011-2012)
- Saxo/Tinkoff (2013-2016)
  - Team Saxo-Tinkoff (2013)
  - Tinkoff-Saxo (2014-2015)
  - Tinkoff (2016)
- Bora-Hansgrohe (2017-)